# پیترزبرگ، شهرستان بون، کنتاکی
پیترزبرگ (به انگلیسی: Petersburg) یک منطقهٔ مسکونی در ایالات متحده آمریکا است که در شهرستان بون، کنتاکی واقع شده‌است. پیترزبرگ ۱۸٫۲ کیلومتر مربع مساحت و ۶۲۰ نفر جمعیت دارد.